# نورد-فلایگ
نورد-فلایگ (به انگلیسی: Nord-Flyg) یک شرکت هواپیمایی است که در تاریخ ۱۹۵۲ میلادی تأسیس شده است.
دفتر مرکزی نورد-فلایگ در اسکیلستونا، سوئد واقع شده‌است و قطب این شرکت هواپیمایی در فرودگاه اسکیلستونا قرار دارد.